# Salvador Elá Nseng
Salvador Elá Nseng Abegue (Añisoc, 1940 - Malabo, 1 de junio de 2022) fue un militar, diplomático y político ecuatoguineano.

## Biografía
Nació en Añisoc en 1940. Pertenecía a la etnia bubi.
Entre 1963 y 1965 se formó en la Academia Militar de Zaragoza, junto a otros futuros militares como Teodoro Obiang y Eulogio Oyó. Llegó a ostentar el rango de capitán.
Elá Nseng fue clave en la desarticulación del intento de golpe de Estado en Guinea Ecuatorial de 1969, al notificar al presidente Francisco Macías Nguema de la intentona y ayudarlo militarmente a sofocarla.
Durante la dictadura de Macías Nguema se desempeñó como Gobernador de Río Muni y funcionario carcelero en Bata, siendo responsable de la ejecución de varios presos políticos.
Cayó en desgracia tras ser implicado en el intento de golpe de Estado en Guinea Ecuatorial de 1976. Fue encarcelado en la Prisión Playa Negra, siendo liberado por Teodoro Obiang en la medianoche del 2 de agosto de 1979. Fue uno de los militares encarcelados que se sumaron al llamado "Golpe de Libertad", siendo Elá responsable de dirigir las tropas golpistas en la ciudad de Malabo.
Tras el éxito del golpe y la consiguiente asunción al poder de Obiang, Elá Nseng asumió como Vicepresidente Segundo del Consejo Militar Supremo de Guinea Ecuatorial. Además estuvo a cargo de las carteras de Finanzas y Comercio. Durante su desempeño en estos cargos ejerció un rol importante en el establecimiento de los primeros acuerdos de cooperación firmados con España y Francia, a finales de 1979. Ese mismo año fue condecorado en España con la Orden de Isabel la Católica, junto a Florencio Mayé Elá y Juan Manuel Tray.
En 1979 también se desempeñó como Gobernador del Banco de Guinea Ecuatorial.
En febrero de 1980 fue destituido de sus cargos y reemplazado por Eulogio Oyó, asumiendo inmediatamente como Embajador de Guinea Ecuatorial en China. Se mantuvo en este cargo hasta 1986. Luego se desempeñó como embajador en Etiopía.
En las elecciones legislativas de Guinea Ecuatorial de 2013 fue elegido senador en representación del Partido Democrático de Guinea Ecuatorial (PDGE). Formó parte de la Comisión Permanente de Política Exterior, Cooperación Internacional e Integración y de la Comisión Permanente de Defensa y Seguridad del Estado. Dejó el cargo en 2018.
Tenía una relación cercana con el presidente Obiang.
Falleció el 1 de junio de 2022 en el Policlínico Doctor Loeri Comba de Malabo, víctima de una enfermedad.